# Gérard de Nerval
Gérard de Nerval (tên thật là Gérard Labrunie, 22 tháng 5 năm 1808 – 26 tháng 1 năm 1855) là nhà thơ, nhà soạn kịch, dịch giả, nhà văn Pháp, một trong những nhà thơ xuất sắc nhất của trào lưu Chủ nghĩa lãng mạn Pháp. 

## Tiểu sử
Gérard de Nerval sinh ở Paris. Bố là bác sĩ quân y trong quân đội Napoleon. Học phổ thông ở trường Charlemagne, nơi có nhiều bạn bè sau này là những nhà thơ nhà văn của thập niên 1830. Từ những ngày đầu tiên của văn nghiệp Nerval đã kết bạn với Théophile Gautier và Victor Hugo, in những bài thơ đầu tay trong tập sách «Napoleon và nước Pháp vinh quang» (1826). Cũng trong năm 1826 in phần đầu bản dịch «Faust» của Johann Wolfgang von Goethe và được chính Goethe khen ngợi. Từ năm 1830 ông tham gia nhiều nhóm văn chương và bắt đầu viết kịch. Mặc dù có sự hợp tác với Alexandre Dumas (cha) nhưng Nerval vẫn chưa có vở kịch nào thật sự thành công ở giai đoạn này.
Sau khi người yêu của bỏ đi lấy chồng, Narval đã bỏ nhà đi lang thang phiêu bạt trong nhiều năm và chính trong quãng thời gian này ông viết được nhiều cuốn sách hay. Sau khi trở lại Paris Nerval mắc chứng bệnh về thần kinh, thường xuyên có ý tưởng quyên sinh. Chuyện kể rằng lần đầu tiên nhìn thấy sông Donau xinh đẹp, Nerval đã thốt lên: « Trời ơi, một nơi tuyệt vời để mà tự tử ! » Những năm cuối đời Nerval sống trong cảnh nghèo khó. Ông treo cổ chết trên một cột đèn đường phố ở Paris ngày 26 tháng 1 năm 1855.
Khi còn sống, ông chỉ mới in được một số bài thơ ở các tạp chí hoặc in kèm trong các cuốn văn xuôi. Tập thơ đầu tiên, nơi người đọc có thể cảm nhận được tài năng thơ của Nerval chỉ được in vào năm 1877. Tác phẩm của Gérard de Nerval hầu như chưa được dịch ra tiếng Việt.

## Tác phẩm
- Œuvres complètes.. 6 Bde., Paris 1867-1877
- Œuvres complètes. Hrsg. A. Marie, J. Marsan, É. Champion, 6 Bde., Paris 1926-1932
- Œuvres. Hrsg. H. Lemaître, 2 Bde., Classiques Garnier, Paris 1958
- Voyage en Orient. 2 Bde., Paris 1851
- Voyage en Orient. Hrsg. M. Jeaumaret, Garnier-Flammarion, Paris 1984
- Les Filles du feu. Paris 1854
- Les Filles du feu. Hrsg. L. Cellier, Garnier-Flammarion, Paris 1972
- Die Töchter der Flamme. Rowohlt, Hamburg 1991
- La Bohème galante. Paris 1855
- Le Rêve et la Vie. Paris 1855
- Aurélia, ou le Rêve et la Vie. Lettres d'amour. Hrsg. J. Richer et alii, Paris 1965
- Pandora, Contes et Facéties. Hrsg. M. Hafez, Le Livre de Poche, Paris 1964
- Les Chimères. Hrsg. J. Guillaume, Brüssel 1966
- Pandora. Hrsg. J. Guillaume, Namur 1968; 1976
- Les Illuminés, ou les Précurseurs du socialisme, Bibliothèque Marabout, Verviers 1973
- Les Chimères, Le Livre de Poche, Paris 1984.

## Một số bài thơ
| Fantaisie Il est un air, pour qui je donnerais, Tout Rossini, tout Mozart et tout Weber. Un air très vieux, languissant et funèbre, Qui pour moi seul a des charmes secrets! Or, chaque fois que je viens à l'entendre, De deux cents ans mon âme rajeunit... C'est sous Louis treize; et je crois voir s'étendre Un coteau vert, que le couchant jaunit; Puis un château de brique à coins de pierre, Aux vitraux teints de rougeâtres couleurs, Ceint de grands parcs, avec une rivière Baignant ses pieds, qui coule entre les fleurs; Puis une dame à sa haute fenêtre, Blonde aux yeux noirs, en ses habits anciens, Que dans une autre existence peut-être, J'ai déjà vue...et dont je me souviens! Épitaphe Il a vécu tantôt gai comme un sansonnet, Tour à tour amoureux insoucieux et tendre, Tantôt sombre et rêveur comme un triste Clitandre, Un jour il entendit qu’à sa porte on sonnait. C’était la Mort ! Alors il la pria d’attendre Qu’il eût posé le point à son dernier sonnet; Et puis sans s’émouvoir, il s’en alla s’étendre Au fond du coffre froid où son corps frissonnait. Il était paresseux, à ce que dit l’histoire, Il laissait trop sécher l’encre dans l’écritoire. Il voulait tout savoir mais il n’a rien connu. Et quand vint le moment où, las de cette vie, Un soir d’hiver, enfin l’âme lui fut ravie, Il s’en alla disant: “Pourquoi suis-je venu?" Delfica La connais-tu, Dafné, cette ancienne romance Au pied du sycomore, ou sous les lauriers blancs, Sous l'olivier, le myrte, ou les saules tremblants Cette chanson d'amour qui toujours recommence ?... Reconnais-tu le TEMPLE au péristyle immense, Et les citrons amers où s'imprimaient tes dents, Et la grotte, fatale aux hôtes imprudents, Où du dragon vaincu dort l'antique semence ?.. Ils reviendront, ces Dieux que tu pleures toujours ! Le temps va ramener l'ordre des anciens jours; La terre a tressailli d'un souffle prophétique... Cependant la sibylle au visage latin Est endormie encor sous l'arc de Constantin - Et rien n'a dérangé le sévère portique. | Cuồng tưởng Có giai điệu mà tôi đây sẵn sàng Đem Rossini, Mozart, Weber ra đánh đổi Giai điệu cổ buồn thương và tăm tối Không hiểu sao lại quyến rũ vô cùng. Mỗi lần nghe thấy trẻ lại trong hồn Dường như cả hai trăm năm có lẻ Thời vua Louis mười ba, và tôi nhớ Cánh đồng xanh, hoàng hôn rực ánh vàng. Tiếp theo, lâu đài gạch, đá ốp tường Những ô kính phong sương màu đỏ sẫm Con sông nhỏ chảy giữa công viên rộng Giữa bao hoa, nước mát tắm bàn chân. Từ cửa sổ cao có bà mắt huyền Mái tóc đen, bà mặc quần áo cổ Hình như kiếp trước đã quen đâu đó Từng gặp rồi… giờ bỗng nhớ ra chăng. Thơ mộ chí Ông sống hết đời mình, vui như một con chim Đã buồn bã, yêu thương, đã từng vô tư lự Đã như mọi người, đã không như ai cả Thế rồi thần chết về gõ cửa một hôm. Ông cầu xin thần chết cho một chút rình rang Để ông kịp viết cho xong một bài thơ cuối Rồi sau đó ông nằm vào quan tài tăm tối Đặt đôi bàn tay lên ngực lạnh, và run. Ông đã lười biếng kể câu chuyện mông lung Rồi ông đã ra đi, để mực khô trong lọ Muốn biết nhiều mà chẳng biết gì hết cả. Và đến khi mệt mỏi với đời sống vô thường Một buổi tối mùa đông, linh hồn ông hớn hở Ông tự hỏi: “Ta đến đây để làm gì cơ chứ?” Delfica Dafné, em còn nhớ câu chuyện cổ thần tiên Bên bụi ô-liu, dưới gốc ngô đồng Bên cây liễu rủ, bên vòng hoa trắng Bài hát tình yêu nghe biết bao lần?... Em đã nhận ra nơi có ngôi đền Hành lang rộng, trong giây phút thần tiên Và nhìn thấy con rồng trong hang rộng Làm khiếp kinh biết bao ánh mắt nhìn… Họ sẽ quay về – thần thánh thiêng liêng! Lời tiên tri còn mãi giữa trần gian Vẻ lo lắng vẫn bao trùm mặt đất… Và Sibylae với khuôn mặt Latin Ngủ mơ màng dưới vòm Constantin Mà chẳng quấy rầy những vòm nghiêm khắc. Bản dịch của Nguyễn Viết Thắng |